# Torre de Montanejos
La Torre de Montanejos és un monument històric ubicat a aquesta localitat de la comarca de l'Alt Millars, al País Valencià. És un Bé d'Interés Cultural, amb codi R-I-51-0010999, i anotació ministerial del 18 de març de 2003.

## Història
D'origen islàmic, es troba al bell mig de la població, enfront de l'església, integrada dins de la façana de l'antic Palau dels Comtes de Vallterra. Se suposa que estava comunicada amb el Castell de l'Alqueria, situat en un turó proper i que és de la mateix època. Pese a ser de propietat particular i estar en ús, el seu estat de conservació és lamentable, i s'observa un alt grau d'abandonament.

## Descripció
la torre és de planta circular i està construïda amb pedres provinents del riu i unides amb argamassa. Es troba adossada a altres edificacions, en concret a l'antic palau dels Comtes de Vallterra. Només es conserven els murs mestres exteriors, amb la part posterior atalussada, ja que els interiors han sigut enderrocats. Conserva una cantonada amb carreus.